# Khaya grandifoliola
Khaya grandifoliola är en tvåhjärtbladig växtart som beskrevs av C. Dc.. Khaya grandifoliola ingår i släktet Khaya och familjen Meliaceae. Inga underarter finns listade i Catalogue of Life.